# Shalom Aroush
 (août 2024).
Si vous disposez d'ouvrages ou d'articles de référence ou si vous connaissez des sites web de qualité traitant du thème abordé ici, merci de compléter l'article en donnant les références utiles à sa vérifiabilité et en les liant à la section « Notes et références ».
Rabbi Shalom Aroush (hébreu : שלום ארוש), né le 15 avril 1952 à Beni-Mellal au Maroc, est un rabbin et auteur israélien contemporain.
Fondateur des institutions Hout shel hessed - le fil de bonté, il dirige l'une de branches de la dynastie hassidique de Bratslav. Il est surtout connu par ses nombreux ouvrages, traduits de l'hébreu en anglais, espagnol, français, russe, allemand et yiddish, à savoir Le Jardin de la foi, Le jardin de la paix, À travers champs et forêts. 

## Biographie

### Jeunes années
Shalom Aroush naît dans une famille marocaine pieuse. Il étudie dans la branche locale de l’Alliance israélite universelle, étudiant l’hébreu le soir. À l’âge de douze ans, il émigre en Israël, à Petah Tikva, avec sa famille où ses frères aînés ont déjà fondé un foyer.
Inscrit dans une école nationale-religieuse mixte puis dans un lycée laïque, il s’éloigne de l’observance et effectue son service militaire dans l’unité médicale combattante de l’armée de l’air. Une blessure lors de son service de réserve l’empêche d’entamer des études de médecine au Canada.

### Retour au judaïsme
La mort de cinq camarades le ramène indirectement à la foi. Cependant, son véritable retour au judaïsme n’a lieu qu’après la lecture des Likoute Moharan de Rabbi Nahman de Bratslav et sa rencontre avec Rav Eliezer Berland. 
Celui-ci l’initie aux pratiques du mouvement Breslev et le prend sous son aile avant de l’envoyer à la yechiva Dvar Yerushalayim. Devenu complètement pratiquant, Shalom Aroush se voit proposer une femme qu’il épouse peu après. Il suit ensuite son mentor spirituel dans ses déplacements à Bnei Brak puis à Jérusalem.

### Rosh yeshiva
Fort actif dans les classes de kirouv, Shalom Aroush ouvre, sur les conseils d’Eliezer Berland, sa propre yeshiva, attirant à lui quatre-vingts élèves au bout d’une année. Celle-ci devient Hout shel hessed (fil de charité).

### Œuvres
Le rabbin Shalom Aroush est l'auteur de nombreux écrits de morale juive de tradition Breslev ayant rencontré un vif succès, en particulier Le jardin de la paix, guide pratique de l'entente conjugale pour hommes mariés ou non, et la Sagesse des femmes, pour femmes. Plusieurs autres livres publiés ont aussi reçus les suffrages du public, dont Le jardin de la foi et À travers champs et forêts, où l'auteur traduit la pensée Breslev dans un langage clair et accessible. Le rabbin Shalom Arush a aussi publié depuis, entre autres livres, J'ai dit Merci, et j'ai été sauvé, qui recense 190 histoires miraculeuses de délivrances obtenues grâce aux enseignements Breslev. Rav Shalom Aroush a également publié: Le Jardin de la pureté (réservé aux hommes, sur l'importance de garde l'alliance (Brit) pure) , Le Jardin de la sagesse (sur l'histoire du simple (du Tam) et du sage (Hakham) de Rabbeinou Nahman de Breslev), Le Jardin de l'éducation ( sur l'éducation des enfants selon la voie de la Torah et des Mitsvot), Le Jardin de la richesse (sur l'importance de ne pas avoir de dettes), Hashem te guérit (sur la croyance que la guérison vient de Dieu (Hashem), Le Jardin des Louanges (de remercier et de faire des Louanges à Hashem (Dieu), Les Miracles du remerciement, et aussi une serie de petits livrets concis sur des enseignements notamment appelés "Les Diamants".